# Alexandr Zhirny
Alexandr Nikolayevich Zhirny –en ruso, Александр Николаевич Жирный; en ucraniano, Олександр Миколайович Жирний, Olexandr Mykolayovych Zhyrny– (Ufá, 25 de febrero de 1987) es un deportista ruso que compite en biatlón, desde 2014 lo hace bajo la bandera de Ucrania.
Ha ganado de dos medallas de bronce en el Campeonato Europeo de Biatlón, en los años 2012 y 2017.

## Palmarés internacional
| Representando a Rusia   |                          |                   |              |
| Campeonato Europeo      |                          |                   |              |
| Año                     | Lugar                    | Medalla           | Prueba       |
| 2012                    | Osrblie (Eslovaquia)     | Medalla de bronce | Relevos      |
| Representando a Ucrania |                          |                   |              |
| Campeonato Europeo      |                          |                   |              |
| Año                     | Lugar                    | Medalla           | Prueba       |
| 2017                    | Duszniki-Zdrój (Polonia) | Medalla de bronce | Relevo mixto |